# Daniel Vigne
Daniel Vigne (Moulins-sur-Allier, 12 d'octubre de 1942) és un director de cinema i guionista francès. Ha dirigit pel·lícules com Le Retour de Martin Guerre (1982), Une femme ou deux (1983) o Fatou la Malienne (2001).

## Filmografia

### Cinema

#### Director ajudant
- 1968 : La Vie, l'Amour, la Mort de Claude Lelouch
- 1968 : Treize Jours en France de Claude Lelouch i François Reichenbach
- 1972 : L'aventura és l'aventura (L'aventure c'est l'aventure de Claude Lelouch)

#### Director de cinema
- 1973 : Les Hommes
- 1977 : Le sept à la butte (curtmetratge)
- 1982 : Le Retour de Martin Guerre
- 1985 : Une femme ou deux
- 1989 : Comédie d'été
- 2000 : Le Mal des femmes
- 2006 : Jean de La Fontaine, le défi
- 2014 : Martin guerre, retour au village (documental[3])

#### Director de televisió
- 1976 : Histoires peu ordinaires (sèrie de televisió)
- 1987 : The Hitchhiker (sèrie de televisió)
- 1991 : The Exile (sèrie de televisió)
- 1992 : Strangers (telefilm)
- 1992 : Highlander (sèrie de televisió)
- 1992 : La Peur (telefilm)
- 1994 : 3000 Scénarios contre un virus (sèrie de televisió)
- 1995 : Noël et après (telefilm)
- 1996 : Pêcheur d'Islande (telefilm)
- 1997 : Le juge est une femme (sèrie de televisió)
- 1997 : Avocat d'office (sèrie de televisió)
- 1998 : Les marmottes (minisèrie de televisió)
- 1998 : Maintenant et pour toujours (telefilm)
- 1999 : La Kiné (sèrie de televisió)
- 2001 : Fatou la Malienne (telefilm)
- 2002 : L'Enfant des lumières (minisère de televisió)
- 2003 : Fatou, l'espoir (telefilm)
- 2004 : Un fils sans histoire (telefilm)
- 2006 : Les Aventuriers des mers du Sud (telefilm)
- 2011 : Mission sacrée (telefilm)
- 2015 : La case de l'oncle Doc (sèrie de televisió)
- 2017 : La case du siècle (sèrie de televisió)
- 2017 : Archipels (sèrie de televisió)

#### Guionista
- 1973: Les hommes
- 1977 : Le sept à la butte (curtmetratge)
- 1982 : Le Retour de Martin Guerre
- 1985 : Une femme ou deux
- 1989 : Comédie d'été
- 1990 : La puta del rei (La Putain du roi)
- 1994 : Première ligne (sèrie de televisió)
- 2001 : Fatou la Malienne (telefilm)
- 2003 : La bête du Gévaudan (telefilm)
- 2006 : Les Aventuriers des mers du Sud (telefilm)
- 2015 : La case de l'oncle Doc (sèrie de televisió)
- 2017 : La case du siècle (sèrie de televisió)

#### Actor de cinema
- 1964 : Viheltäjät d'Eino Ruutsalo : un dels denunciants

## Premis
- 3 Premis César durant els Césars del cinema 1983 per Le Retour de Martin Guerrr: César al millor guió original, César al millor decorat (Alain Negra), César de la millor música (Michel Portal) sobre 5 nominacions.
- FIPA d'or a Biarritz per la millor ficció en els premis FIPA 2001 per Fatou la Malienne.
- Sept d'or a la millor pel·lícula de televisió per Fatou la Malienne.
- Premi a la millor pel·lícula del Festival Europeu de Reims per La Peur.
- Nymphe d'or de la interpretació en Montecarlo per La Peur.
- Premi a la posada en escena al Festival de Ischia (Itàlia) per Jean de la Fontaine, le défi (2007)